# Torneo de Basilea 2018
El Swiss Indoors 2018 fue un torneo de tenis perteneciente al ATP Tour 2018 en la categoría ATP World Tour 500. El torneo tuvo lugar en la ciudad de Basilea (Suiza) desde el 22 hasta el 28 de octubre de 2018 sobre canchas duras.

## Distribución de puntos
| Modalidad            | Campeón | Finalista | Semifinales | Cuartos de final | 2.ª ronda | 1.ª ronda | Clasificados | 2.ª ronda de clasificación | 1.ª ronda de clasificación |
| Individual masculino | 500     | 330       | 200         | 100              | 50        | 0         | 25           | 13                         | 0                          |
| Dobles masculino     | 500     | 300       | 180         | 90               | –         | –         | 45           | 25                         | 0                          |

## Cabezas de serie

### Individuales masculino
| Tenista            | Ranking | Preclasificado |
| Roger Federer      | 3       | 1              |
| Alexander Zverev   | 5       | 2              |
| Marin Čilić        | 6       | 3              |
| Stefanos Tsitsipas | 16      | 4              |
| Jack Sock          | 18      | 5              |
| Marco Cecchinato   | 19      | 6              |
| Daniil Medvédev    | 21      | 7              |
| Roberto Bautista   | 25      | 8              |

- Ranking del 15 de octubre de 2018.[2]

### Dobles masculino
| Tenistas                        | Ranking | Preclasificados |
| Raven Klaasen Michael Venus     | 30      | 1               |
| Ivan Dodig Ben McLachlan        | 43      | 2               |
| Jean-Julien Rojer Horia Tecău   | 52      | 3               |
| Rohan Bopanna Marcel Granollers | 55      | 4               |

## Campeones

### Individual masculino
Roger Federer venció a  Marius Copil por 7-6(7-5), 6-4

### Dobles masculino
Dominic Inglot /  Franko Škugor vencieron a  Alexander Zverev /  Mischa Zverev por 6-2, 7-5